# Idioma riau
El Idioma Riau (Latino: Bahase Melayu Riau o Bahaso Melayu Riau, Jawi: بهاس ملايو رياو) es una colección de lenguas malayas habladas principalmente por los malayos de Riau en Riau y las islas Riau en Indonesia. La lengua no está unificada, sino más bien es un continuo dialectal formado por numerosos dialectos, algunos de los cuales difieren significativamente entre sí.  Cada uno de estos dialectos tiene sus propios subdialectos o isolectos, que también presentan diferencias entre sí. Debido a la afluencia de inmigrantes de otras partes de Indonesia, algunos dialectos del malayo riau han sido influenciados por otras lenguas de Indonesia de otras zonas, como el bugis, el banjarese y el minangkabau.  El dialecto malayo de Riau hablado en la isla de Penyengat en Tanjung Pinang, antaño sede del Sultanato de Riau-Lingga, fue reconocido por los holandeses durante la era colonial y se convirtió en la lengua franca en todo el archipiélago indonesio .  La forma estandarizada holandesa del malayo penyengat riau, conocida como malayo de las Indias Holandesas, con el tiempo evolucionó al indonesio estándar, el idioma nacional de Indonesia.   Hasta el día de hoy, el malayo de Riau sigue utilizándose ampliamente como lengua franca en Riau y las regiones circundantes, junto con el indonesio. La mayoría de los malayos riau son bilingües y hablan con fluidez tanto el malayo riau como el indonesio. 
El Riau es el idioma regional más utilizado en Riau, tanto antes como después de la división de las islas Riau.  Sin embargo, sólo el 65% de la población malaya de Riau lo utiliza como lengua cotidiana.  Además, el Riau se puede encontrar en la literatura malaya, tanto escrita como oral. Las obras literarias tradicionales malayas que se encuentran comúnmente en Riau incluyen pantun, syair, gurindam y hikayat.  El uso del malayo riau está amenazado debido a la modernización y la creciente influencia del indonesio estándar, el idioma oficial de la educación. Sin embargo, tanto el gobierno como las comunidades riau locales están realizando esfuerzos para preservar el idioma.  Estos esfuerzos incluyen la promoción del uso de la literatura tradicional oral.  Además, la escritura jawi, el sistema de escritura tradicional del malayo de Riau antes de la introducción de la escritura latina durante la colonización europea, actualmente es enseñado en las escuelas de todo Riau como parte del plan de estudios del idioma local. 